# Escovinha (Disney)
Escovinha é um personagem de banda desenhada do Universo Disney. Também chamado de Fuinha em muitas histórias.

## História
Escovinha é o fiel companheiro de Bafo de Onça no mundo do crime, sendo que a grande maioria de suas histórias são com este personagem.

## Primeira aparição
Sua primeira história foi "Captures the Range Rustlers", publicada em julho de 1951 nos Estados Unidos, de autoria de Paul Murry. Esta história é inédita no Brasil.

## Nomes em outros idiomas
- Alemão: Schnauz
- Búlgaro: Скатъл
- Chinês: 斯卡特尔
- Dinamarquês: Lusk
- Espanhol: Tuerto
- Finlandês: Jeri
- Francês: Lafouine
- Grego: Φούμφο
- Indonésio: Weasel
- Inglês: Scuttle
- Italiano: Sgrinfia
- Norueguês: Skaftetryne
- Polonês: Alojzy Łom
- Sueco: Borstis